# Dab

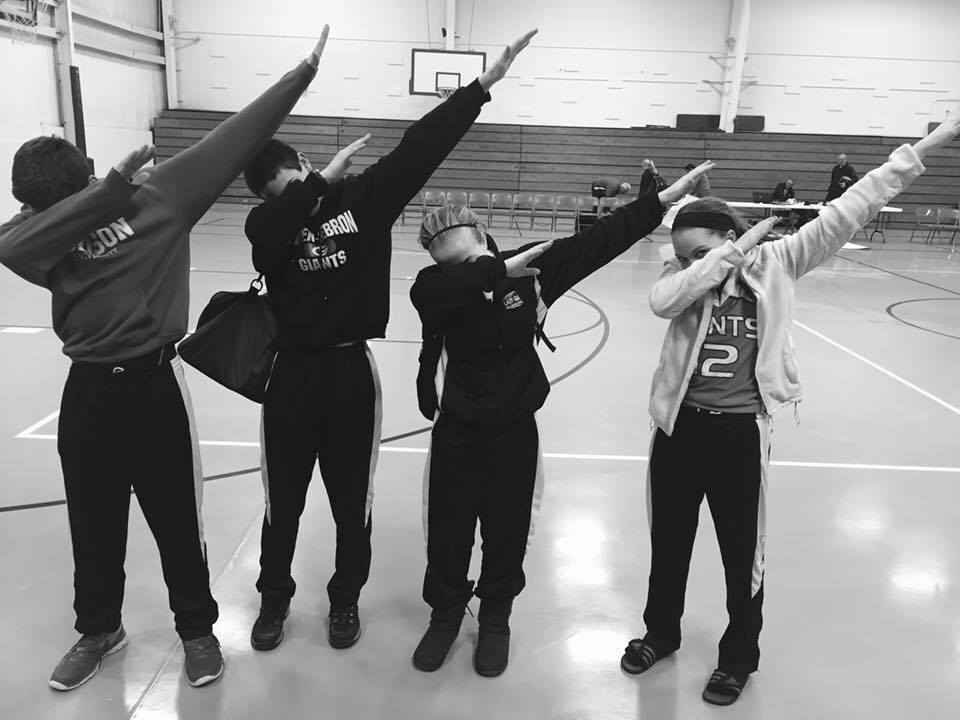
Un grup d'adolescents efectuant un dab.

El dab és un gest, un ball, i un moviment coreogràfic on el ballarí posa el seu rostre al plec del colze, tot apuntant el cel a la direcció oposada amb els dos braços paral·lels. Aquest moviment ha estat popularitzat per la música hip-hop. Ha estat molt estès entre els adolescents i nens d'arreu del món i vindria a exaltar la capacitat humana de connectar-nos mundialment més enllà de fronteres, ètnies, cultures o llengües.

## Orígens
El dab va ser inventat pel jugador de Basquetbol Dee Brown l'any 1991. En efecte, aquest jugador de l'equip dels Celtics de Boston va realitzar el primer aquest moviment, anomenat a l'època el no look dunk en l' NBA Slam dunk contest de 1991.
Tanmateix segons algunes fonts, el dab té els seus orígens a Atlanta, escenari del l'hip-hop. Els artistes iniciadors podrien ser Skippa Da Flippa, Peewee Longway i Migos segons el que informa la revista Sports Illustrated.
El dab ha estat popularitzat gràcies a certs esportistes que « dabaven » per celebrar les seves victòries, en particular Cam Newton, el quarterback dels Carolina Panthers. Jeremy Hills reprodueix el moviment en la primera jornada de l'NFL després del seu touchdown contra els Oakland Raiders. LeBron James va fer també el seu « dabbing » a l'escalfament. A Europa, és popularitzat per futbolistes com Romelu Lukaku, Jordon Ibe, Nathaniel Clyne o Paul Pogba. La moda depassa els terrenys d'esport. A més de les estrelles de música com Rihanna o Kendrick Lamar. Tom Hanks ha estat gravat amb el nas al colze, així com la candidata demòcrata Hillary Clinton o el president de la República francesa, Emmanuel Macron